# Il Milanese Imbruttito
Il Milanese Imbruttito, pseudonimo di Germano Davide Lanzoni (Brusuglio, 15 settembre 1966), è un attore, comico e youtuber italiano.

## Biografia
Originario di Brusuglio, frazione del comune di Cormano, si è diplomato alla scuola del Teatro Arsenale di Marina Spreafico ed è cresciuto tra spazi off, teatri, locali di cabaret e centri sociali. Ha collaborato con network radiofonici italiani come Radio Deejay, RDS e Radio Italia Network. Tifoso del Milan, dal 2002 ne è la voce ufficiale, ricoprendo il ruolo di speaker in tutte le partite casalinghe della squadra rossonera allo stadio Meazza.
Nel 2004 fonda, insieme a Rafael Didoni, il gruppo comico Democomica. Dal 2010 è nel cast degli attori de Il Terzo Segreto di Satira e protagonista dei videoclip della serie Il Milanese Imbruttito, pubblicati su Instagram, Facebook e YouTube, in cui interpreta il personaggio stereotipato del manager e piccolo imprenditore meneghino rampante, dal carattere scherzosamente "bauscia".
Autore e produttore di spettacoli e progetti artistici, nel 2017 ha recitato nel film Si muore tutti democristiani, con la regia de Il Terzo Segreto di Satira. Nel dicembre 2019 ha ricevuto il premio artistico "Vincenzo Crocitti". Due anni dopo, ricoprendo sempre il ruolo del Milanese Imbruttito, è uno dei protagonisti del film Mollo tutto e apro un chiringuito, diretto sempre da Il Terzo Segreto di Satira. Nel 2022 incide il suo primo album musicale, Tanto vale lasciarsi andare... Dai retta a un pirla! Nel 2024 ha interpretato nuovamente al cinema il ruolo del Milanese Imbruttito nel film Ricomincio da Taaac!.

## Vita privata
È sposato e ha due figlie.

## Teatro
- Nudo e Crudo, standup comedian
- Questa sera si parla di....Lei! no grazie, ne ho una e mi basta
- Libero me, danzano tutti
- Che bella Milano
- Democomica circus
- TREcital
- Molecola
- Ci aggiorniamo! Dipendenze croniche di massa
- Leonardo da Vinci a Milano

## Filmografia
- Si muore tutti democristiani, regia de Il Terzo Segreto di Satira (2017)
- Mollo tutto e apro un chiringuito, regia de Il Terzo Segreto di Satira (2021)[6]
- Tramite amicizia, regia di Alessandro Siani (2023)
- Ricomincio da taaac, regia de Il Terzo Segreto di Satira (2024)

## Discografia
- 2013 – Trecital (con Flavio Pirini e Rafael Didoni)
- 2022 – Tanto vale lasciarsi andare... Dai retta a un pirla!

## Opere
- Germano Lanzoni e Giovanna Donini, La terra dei pirla: le strabilianti avventure distanziate di un inguaribile giullare, Milano, BUR - Biblioteca Universale Rizzoli, 28 luglio 2020, ISBN 978-8817149600.